# ألتون بي. باركر
ألتون بي. باركر (بالإنجليزية: Alton B. Parker) هو قاضي ومحامي وسياسي أمريكي، ولد في 14 مايو 1852 في كورتلاند في الولايات المتحدة، وتوفي في 10 مايو 1926 في نيويورك في الولايات المتحدة بسبب نوبة قلبية. حزبياً، نشط في الحزب الديمقراطي. وقد انتخب Chief Judge of the New York Court of Appeals ‏ (1898 – 5 أغسطس 1904).

## روابط خارجية
- ألتون بي. باركر على موقع الموسوعة البريطانية (الإنجليزية)
- ألتون بي. باركر على موقع إن إن دي بي (الإنجليزية)